# Peter Laib

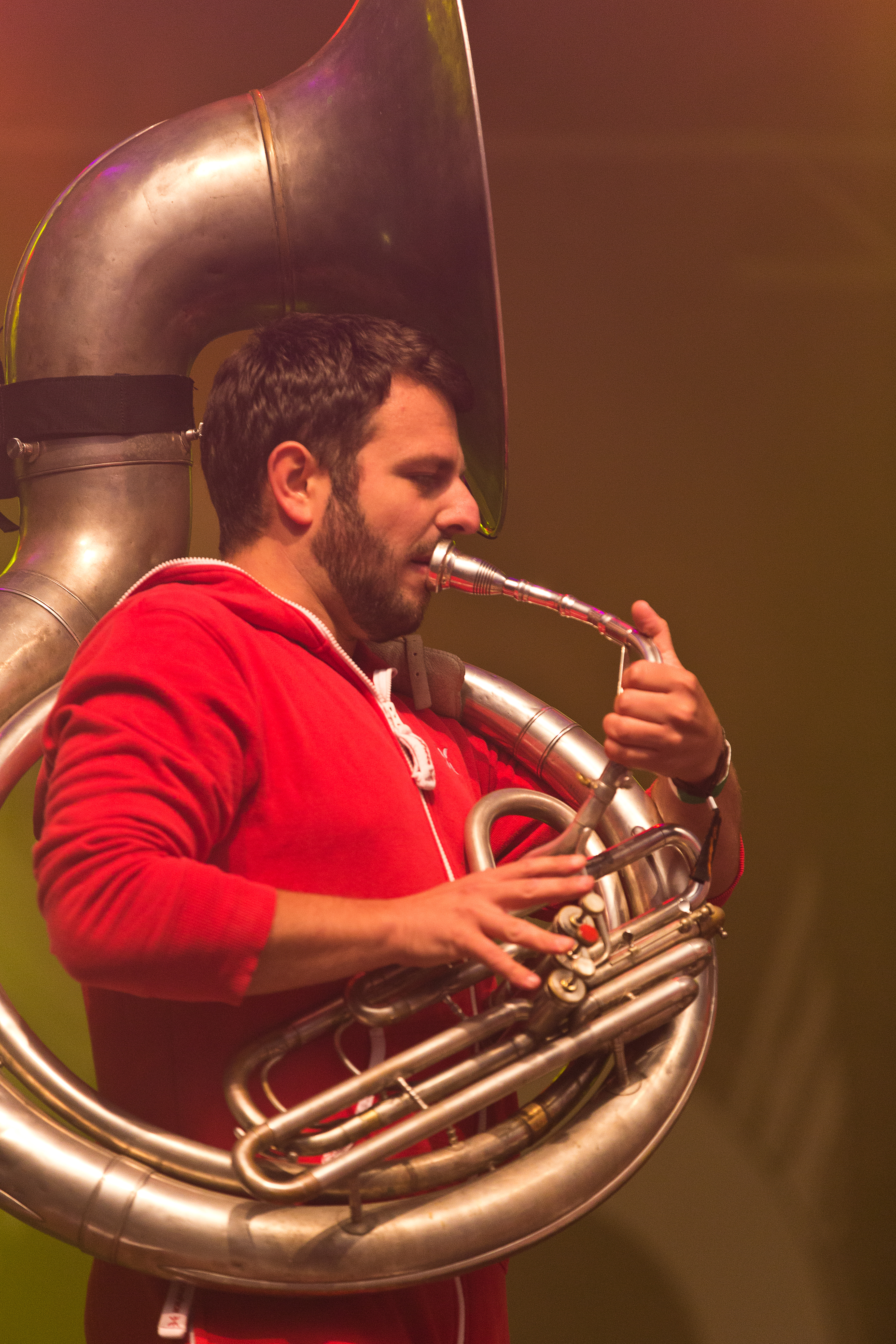
Peter Laib mit Moop Mama

Peter Laib (* 17. Dezember 1984 in Ulm) ist ein deutscher Tubist, Komponist und Mentalcoach (Master of Science in Mentalcoaching). Er ist vor allem durch seine Engagements bei der Brassband Moop Mama und dem Blasorchester Ernst Hutter & Die Egerländer Musikanten bekannt.

## Leben
Laib wuchs im schwäbischen Schnürpflingen auf und lernte im örtlichen Musikverein die Trompete und E-Bass, ehe er mit 13 Jahren zur Tuba wechselte. Bevor er 2008 das Studium der Tuba an der Hochschule für Musik und Theater München begann, arbeitete er als IT-System-Elektroniker und spielte als Aushilfe in mehreren Profiorchestern. 2009 wurde Laib Gründungsmitglied der Brassband Moop Mama. Neben zahlreichen Platzierungen in den deutschen Albencharts, tritt die Band regelmäßig auf Festivals, u. a. dem Southside-, Splash, oder Taubertal-Festival auf.
Neben Moop Mama ist Laib auch fester Bestandteil des Blasorchesters Ernst Hutter & Die Egerländer Musikanten und Mitglied in „Die kleine Egerländer Besetzung – Das Original“. Seit 2018 textet und komponiert er auch für die Egerländer.
Im Oktober 2020 produzierte er mit Gaby Fischer das Hörspiel Ulm Träumer, an dem unter anderem auch der ehemalige Ulmer Bürgermeister Ivo Gönner als Sprecher mitwirkte.